# Gerd Dietrich
Gerd Dietrich (* 12. Januar 1945 in Rudolstadt) ist ein deutscher Historiker. Von 2005 bis 2010 war er außerplanmäßiger Professor an der Humboldt-Universität zu Berlin.

## Leben
Im Jahr 1963 legte er das Abitur an der EOS Rudolstadt ab und wurde dann 1963/64 Hilfselektriker im EKB Bitterfeld, 1964/65 Spinner im Chemiefaserwerk Schwarza, bevor er 1965 bis 1969 Geschichte und Sport an der Martin-Luther-Universität Halle-Wittenberg studierte. Der Abschluss erfolgte als Diplomlehrer. 1969 bis 1987 war er wissenschaftlicher Mitarbeiter am Institut für Marxismus-Leninismus beim Zentralkomitee der SED (IML) in Berlin, Abt. Geschichte nach 1945, Sektor 1945–1949. 1970/71 musste er die Assistenz unterbrechen, um den Grundwehrdienst in der Nationalen Volksarmee der DDR abzuleisten.
1976 legte Dietrich seine Dissertation A vor, deren Verteidigung wegen „revisionistischer“ Positionen verboten wurde. Mit einer gekürzten, unveröffentlichten Studie erfolgte 1978 die Promotion zum Dr. phil., seitdem suchte er Wege, das IML zu verlassen. Mit der Dissertation B zum Dr. sc. phil. von 1987, die erst 1993 veröffentlicht werden konnte, gelang 1988 der Wechsel als wissenschaftlicher Mitarbeiter an die Akademie der Wissenschaften der DDR, Zentralinstitut für Geschichte, Wissenschaftsbereich Kulturgeschichte/Volkskunde. 1990 war Dietrich Gründungs-, ab 1992 Vorstandsmitglied des Unabhängigen Historikerverbandes.
Nach Auflösung der Akademie und positiver Evaluierung arbeitete er von 1992 bis 2010 in mehreren, stets befristeten Arbeitsverhältnissen als Hochschullehrer an der Humboldt-Universität zu Berlin, Institut für Geschichtswissenschaften, Lehrstuhl für Zeitgeschichte, zunächst bis 1996 im Rahmen des Wissenschaftler-Integrations-Programms im Hochschulerneuerungs-Programm (WIP/HEP). 1997 wurde er zum Privatdozenten ernannt und zum Oberassistenten berufen, 2005 zum apl. Prof. bestellt. 2010 trat er in den Ruhestand.

## Kulturgeschichte der DDR
Das Hauptwerk ist die im Ruhestand verfasste dreibändige „Kulturgeschichte der DDR“.
Dazu schrieb Christoph Kleßmann: „Diese imposante Gesamtdarstellung, angesiedelt zwischen Handbuch und durchgehender Synthese, ist ein fulminanter Beitrag zur deutschen Zeitgeschichte, den in diesem Zuschnitt wohl nur ein Autor realisieren konnte, der ein Leben lang dazu intensiv geforscht hat und sowohl über ein besonderes Sensorium als auch eine spezifische Expertise verfügt … Als kompetente, Deskription und Reflexion verbindende, mit zumeist sehr treffenden Zitaten versehene und über weite Strecken brillant formulierte Texte verdienen die Bände trotz der angedeuteten Defizite mehr als nur das beliebte Etikett Standardwerk.“
Frank Hoffmann schrieb: „Das Erscheinen von Gerd Dietrichs dreibändiger Kulturgeschichte der DDR ist ein wissenschaftliches, kulturelles und geschichtspolitisches Ereignis. Das Werk ist das Ergebnis einer langjährigen Befassung mit der DDR-Kultur und erhebt durchaus mit Recht den Anspruch einer verbindlichen Gesamtdarstellung.“
Der in Kopenhagen tätige Zeithistoriker Detlef Siegfried urteilte: „Wenn Gerd Dietrich ein wenig dazu beigetragen hat, auch auf diesem Gebiet die üblichen Etikettierungen zu überwinden, wäre dies nur zu begrüßen. Und in Wirklichkeit zerschellt ja doch alle Kritik im Detail an dem Massiv überlegener historiographischer Synthese, an dem großen Buch, das Gerd Dietrich vorgelegt hat und das noch für viele Jahre Bestand haben wird.“
Ilko-Sascha Kowalczuk schrieb unter anderem: „Dietrich geht ... von folgenden Kultur-Funktionen aus, die er seiner Darstellung unterlegt: Um-Erziehung, Hochkultur, Demokratisierung, Produktivität, Breitenwirkung und Unterhaltung (S. XXXII–XXXIV) ... Warum ist von der kulturpolitischen Steuerung bzw. den Steuerungsversuchen der SED so wenig zu lesen? Warum fehlen als wichtige Kulturvermittler die Bildungseinrichtungen? Warum werden die Massenmedien als Kulturträger und Kulturtransporteure nicht einbezogen? Warum gibt es keine Auseinandersetzung mit der Ideologie? Warum fehlen das Ministerium für Staatssicherheit und seine Inoffiziellen Mitarbeiter fast durchgängig? Warum ist so wenig von Abweichungen, von Ausgrenzungen, von Verfolgungen, von „innerer Emigration“, von Folgen der Zensur zu lesen? ... Auch wenn einige Kritikpunkte ausgeführt werden: Gerd Dietrich hat ein großes Buch, ein bleibendes Buch, ein wichtiges Buch, ein Standardwerk vorgelegt. Generationen von Studierenden werden es ihm noch danken. Keine DDR-Forscherin oder kein DDR-Forscher wird ‚den Dietrich‘ künftig übersehen können.“

## Schriften
- Kulturgeschichte der DDR, Bd. I Kultur in der Übergangsgesellschaft 1945–1957, Bd. II Kultur in der Bildungsgesellschaft 1958–1976, Bd. III Kultur in der Konsumgesellschaft 1977–1990, Göttingen 2018, ISBN 978-3-525-30192-0 (2494 S.); 2. erw. Neuauflage, Göttingen 2019; Sonderausgabe der Bundeszentrale für politische Bildung, Bonn 2020
- Die DDR - Probleme einer Gesellschaftsgeschichte. Zehn Vorträge., www.videolexikon.com 2004 bzw. Hörbuchausgabe  (CD1 und CD2), Audiobook-on-Demand 2005. (Die beiden Ausgaben sind identisch.)
- Politik und Kultur in der SBZ 1945-1949. Mit einem Dokumentenanhang. Peter Lang, Bern / Berlin / Frankfurt a. M. / New York / Paris / Wien 1993, ISBN 3-906750-17-5.
- Um die Erneuerung der deutschen Kultur. Dokumente zur Kulturpolitik 1945–1949. Zusammengestellt und eingeleitet von Gerd Dietrich. Dietz, Berlin 1983, DNB 830767819 (Herausgebendes Organ: Institut für Marxismus-Leninismus (IML)).
- Publikationsliste Prof. Dr. Gerd Dietrich. (PDF) Humboldt-Universität zu Berlin – Institut für Geschichtswissenschaften, April 2021, abgerufen am 23. Mai 2024.